# Tau Draconis
Désignations
Tau Draconis (τ Draconis / τ Dra) est une étoile binaire probable de la constellation boréale du Dragon. Elle est visible à l'œil nu avec une magnitude apparente de 4,45. L'étoile présente une parallaxe annuelle de 22,28 mas mesurée par le satellite Hipparcos, ce qui permet d'en déduire qu'elle est distante d'environ ∼ 146 a.l. (∼ 44,8 pc) de la Terre. Elle possède un mouvement propre relativement important, se déplaçant sur la sphère céleste à un rythme de 0,176 seconde d'arc par an.
Tau Draconis est une binaire astrométrique probable. Sa composante visible est une étoile géante rouge de type spectral K2+ IIIb CN1, avec la notation « CN1 » qui indique qu'il s'agit d'une étoile à CN forte. Elle est également considérée comme étant riche en métaux, même si son spectre montre des sous-abondances en carbone et en oxygène, et elle a passé sa première phase de dredge-up de son évolution après la séquence principale. L'étoile est 1,25 fois plus massive que le Soleil et elle est estimée être âgée de 6,48 milliards d'années. Elle est 48 fois plus lumineuse que le Soleil et sa température de surface est de 4 413 K.